# Newhaven, East Sussex
Newhaven este un oraș în comitatul East Sussex, regiunea South East, Anglia. Orașul se află în districtul Lewes. 